# Lucij Licinij Lukul mlajši
Lucij Licinij Lukul mlajši (latinsko Lucius Licinius Lucullus, tudi Lukul , Lucullus), starorimski general in politik, * 117 pr. n. št. ali 114 pr. n. št., † ok. 56 pr. n. št.
Bil je politik pozne Rimske republike, tesen sodelavec Sule Feliksa. Znan je bil tudi po razkošnih gostijah, ki jih je prirejal. 
V bojih je bil Mitridatov položaj vse slabši. Situacija se je poslabšala, ko je Lukul, ki je bil takrat kvestor, zbral floto in očistil otoke Egejskega morja. Nato so prebivalci egejskih in maloazijskih mest prestopili na rimsko stran. Mitridat VI. se je bil prisiljen pogajati in po srečanju s Sulo v Dardanih leta 85 pr. n. št. je bil sklenjen mir. Rimljani so s tem mirovnim sporazumom dobili odškodnino v višini 3000 talentov ter del Mitridatove flote, medtem ko je moral Mitridat VI. zapustiti osvojena ozemlja. Tako sta se Sula in njegov sodelavec Lukul lahko posvetila vprašanju, kako se obračunati s sovražniki v Italiji. 
Potem ko je Lukul premagal Mitridata, sta se s svojimi enotami leta 83 pr. n. št. Sula in Lukul izkrcala v Brundisiumu (današnji Brindisi), s čimer sta preprečila pot Spartaku. 
Ko je Fraat III. Partski leta 70 pr. n. št. prišel na prestol, se je Lukul pripravljal na napad na Tigrana Velikega, kralja Armenije, ki je dominiral v zahodni Aziji in se boril v Mezopotamiji z nekaj partskimi vazalnimi državami. Po več kot dvajsetih letih neprekinjene službe v vojski in vladi je postal glavni osvajalec vzhodnih kraljestev med tretjo mitridatsko vojno. Tam se je večkrat izkazal kot izjemen vojskovodja, največjo slavo pa sta mu prinesli obleganje Kizika v letih 73–72 pr. n. št. in bitka pri Tigranocerti v Armeniji leta 69 pr. n. št. Njegov način vojskovanja je prejel nenavadno ugodne komentarje antičnih vojaških strokovnjakov, njegovi vojaški pohodi pa so se preučevali kot primeri vojaške umetnosti. Njegov tekmec Pompej Veliki ga je napol v šali imenoval "Kserks I. v togi."
Čeprav je v njegovem času uradno oblast imel senat, so v resnici rimski državi v njegovem času vladali Lucij Licinij Lukul, Gnej Pompej Veliki in Mark Licinij Kras.
Lukul se je vrnil z vzhoda v Rim s toliko plena, da ga niso uspeli niti popisati. Nato je vložil ogromne vsote v zasebno gradnjo, vzrejo živali in celo vodovodne projekte takšnih razsežnosti, da so osupnili njegove sodobnike. Veliko je dajal tudi znanosti in umetnosti, svoje dedno posestvo na Tuskulumu pa je preoblikoval v knjižnico in prenočišče za učenjake in filozofe. V Rimu je zgradil horti Lucullani, slavne Lukulove vrtove, in je na splošno pri porabi rimskega bogastva poudarjal kulturo. Umrl je pozimi 57–56 pr. n. št., pokopan pa je bil na družinskem posestvu pri Tuskulumu.
Tako slaven je bil po svojih gostijah, da pridevnik lukulovski označuje nekaj luksuznega, razkošnega in gurmanskega, še posebej v izrazu lukulovska gostija.